# 1452
- Wikisource

| Calendário gregoriano                                                        | 1452 MCDLII                                          |
| Ab urbe condita                                                              | 2205                                                 |
| Calendário arménio                                                           | 901 – 902                                            |
| Calendário bahá'í                                                            | -392 – -391                                          |
| Calendário budista                                                           | 1996                                                 |
| Calendário chinês                                                            | 4148 – 4149 Início a 21 de janeiro (aproximadamente) |
| Calendário copta                                                             | 1168 – 1169                                          |
| Calendário etíope                                                            | 1444 – 1445                                          |
| Calendários hindus - Vikram Samvat - Calendário nacional indiano - Cáli Iuga | 1507 – 1508 1373 – 1374 4552 – 4553                  |
| Calendário Holoceno                                                          | 11452                                                |
| Calendário islâmico                                                          | 856 – 857                                            |
| Calendário judaico                                                           | 5212 – 5213                                          |
| Calendário persa                                                             | 830 – 831                                            |
| Calendário rúnico                                                            | 1702                                                 |
| Calendário solar tailandês                                                   | 1995                                                 |

1452 (MCDLII, na numeração romana) foi um ano bissexto do século XV do Calendário Juliano, da Era de Cristo, e as suas letras dominicais foram  B e A (52 semanas), teve início a um sábado e terminou a um domingo.
| Ano completo                      |
| --------------------------------- |
| Ano bissexto com início ao sábado |

## Eventos
- 16 de março - coroação e casamento do imperador Frederico II da Germânia.
- 18 de junho - Bula Dum diversas, do papa Nicolau V de autorização a Afonso V de Portugal para buscar, capturar e subjugar os infiéis da África Ocidental.
- Diogo de Teive e seu filho João de Teive descobrem as ilhas Flores e Corvo nos Açores.
- São cunhados em Portugal os primeiros cruzados de ouro.
- A Virgem e Menino com História da Vida de Sant'Ana é pintada por Fra Filippo Lippi.
- Fundação do Convento de Nossa Senhora da Guia, Angra do Heroísmo, ilha Terceira.
- Existência no Funchal de engenhos movidos a água.

## Nascimentos
- 6 de fevereiro - Santa Joana, princesa de Portugal (m. 1490).
- 10 de março - Fernando II de Aragão (m. 1516).
- 15 de abril - Leonardo da Vinci, pintor, escultor, arquiteto, engenheiro, matemático, fisiólogo, químico, botânico, geólogo, cartógrafo, físico, mecânico, inventor, anatomista, escritor, poeta e músico. (m. 1519).
- 19 de abril - Frederico IV de Nápoles (m. 1504).
- 10 de julho - Jaime III da Escócia (m. 1488).
- 27 de julho - Ludovico Sforza, duque de Milão (m. 1508).
- 21 de setembro - Girolamo Savonarola, reformador religioso e governante de Florença (m. 1498).
- 2 de outubro - Ricardo III de Inglaterra (m. 1485).
- 6 de dezembro - Antonio Mancinelli (m. 1505).
- 10 de dezembro - Johannes Stöffler, matemático alemão (m. 1531).
- Bartolomeu Fanti (m. 1495).

## Mortes
- 12 de agosto - D. Pedro de Noronha, bispo de Évora (1419-1423), arcebispo de Lisboa (1424-1452), (n.1379).

## Por tema
- 1452 na arte